# فاليري ليجاسوف
فاليري ألكسيفيتش ليجاسوف (بالروسية: Валерий Алексеевич Легасов) هو عالم سوفيتي بالكيمياء اللاعضوية وعضو في أكاديمية العلوم السوفيتية. كان رئيس لجنة التحقيق في كارثة تشيرنوبل النووية. أقدم على الانتحار بعد عامين من الكارثة. مُنح بعد وفاته وسام بطل روسيا الاتحادية من قبل رئيس روسيا بوريس يلتسن «للشجاعة والبطولة».

## التمثيل الدرامي
لعب الممثل جاريد هاريس دور فاليري ليجاسوف في المسلسل القصير تشيرنوبل الذي عُرض في 2019. كما أدى دوره أدريان تشارلز إدموندسون في المسلسل الوثائقي الدرامي Surviving Disaster الذي عُرض في 2006.

## استشهادات
1. ↑   http://www.warheroes.ru/hero/hero.asp?Hero_id=6709. اطلع عليه بتاريخ 2021-04-05. {{استشهاد ويب}}: |url= بحاجة لعنوان (مساعدة) والوسيط |title= غير موجود أو فارغ (من ويكي بيانات) (مساعدة)
2. 1 2 3 4 5   http://www.warheroes.ru/hero/hero.asp?Hero_id=6709. {{استشهاد ويب}}: |url= بحاجة لعنوان (مساعدة) والوسيط |title= غير موجود أو فارغ (من ويكي بيانات) (مساعدة)
3. ↑  ڤاليري ألكسيڤيتش ليجاسوڤ، ڤاليري ألكسيڤيتش ليغاسوڤ، ڤاليري ألكسيڤيتش ليگاسوف
4. ↑  ""مُفاعل تشرنوبل".. مسلسل هز العالم بخمس حلقات فقط". دنيا الوطن. 12 يونيو 2019. مؤرشف من الأصل في 2019-06-12. اطلع عليه بتاريخ 2019-06-29.